# Radukanén
Radukanén románul: Răducaneni település és községközpont Romániában, Moldvában, Iași megyében.

## Fekvése
A DN28-as út mellett, Jászvásártól (Iași) délkeletre fekvő település.

## Története
Radukanén községközpont, 4 falu: Radukanén (Iași) (Răducăneni), Bohotin, Isaiia és Roșu tartozik hozzá.
A 2002. évi népszámláláskor 7678 lakosa volt, melynek 90,26%-a románnak, 4,6%-a cigánynak vallotta magát. Ebből 66,51% volt görögkeleti ortodox, 28,08%-a pedig római katolikus. A 2011-es népszámláláskor pedig 7200 lakosa volt.

## Nevezetességek
- Római katolikus temploma
- Görögkeleti ortodox temploma

## Galéria

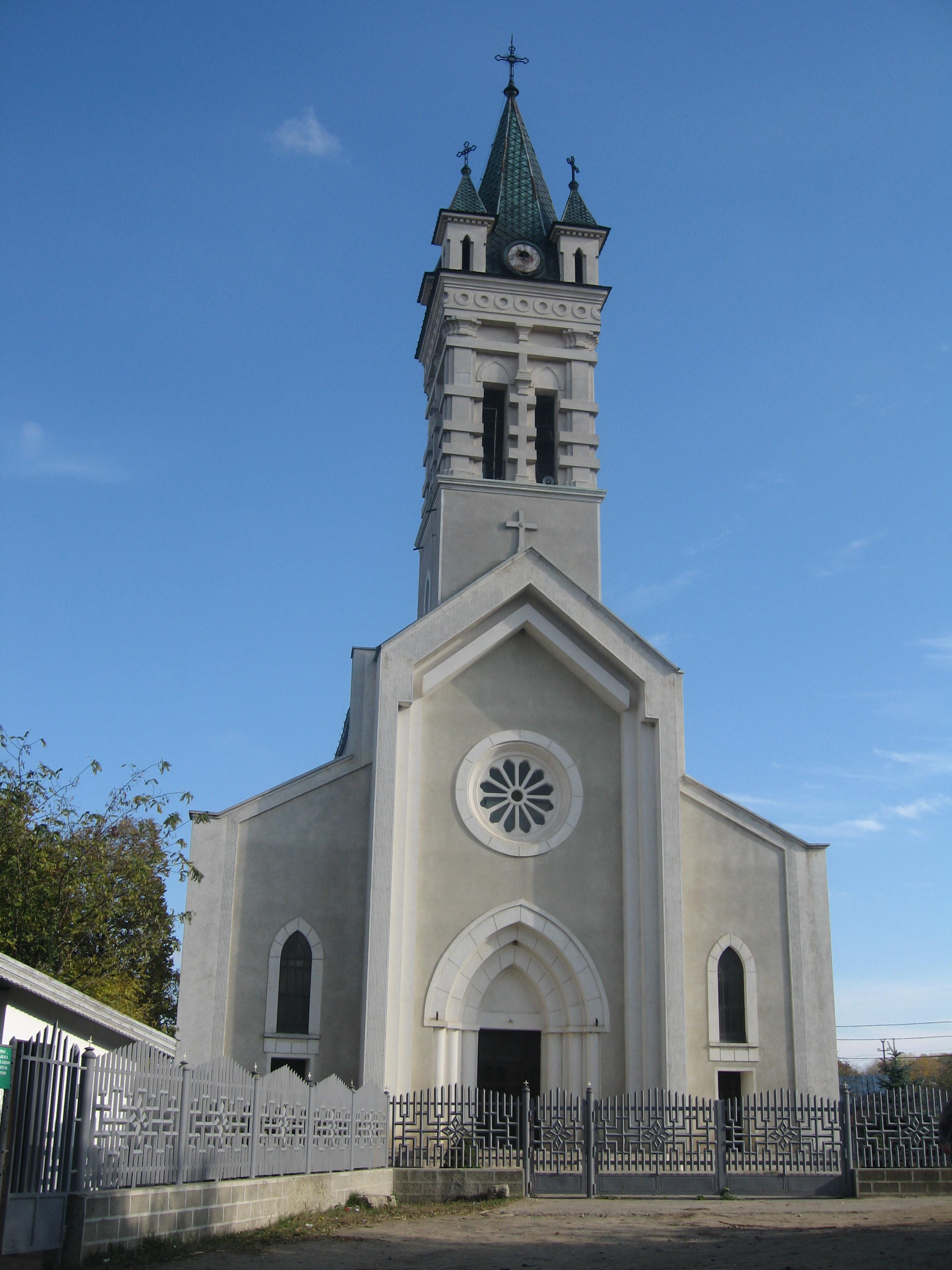
Péter és Pál apostolok tiszteletére szentelt római katolikus temploma
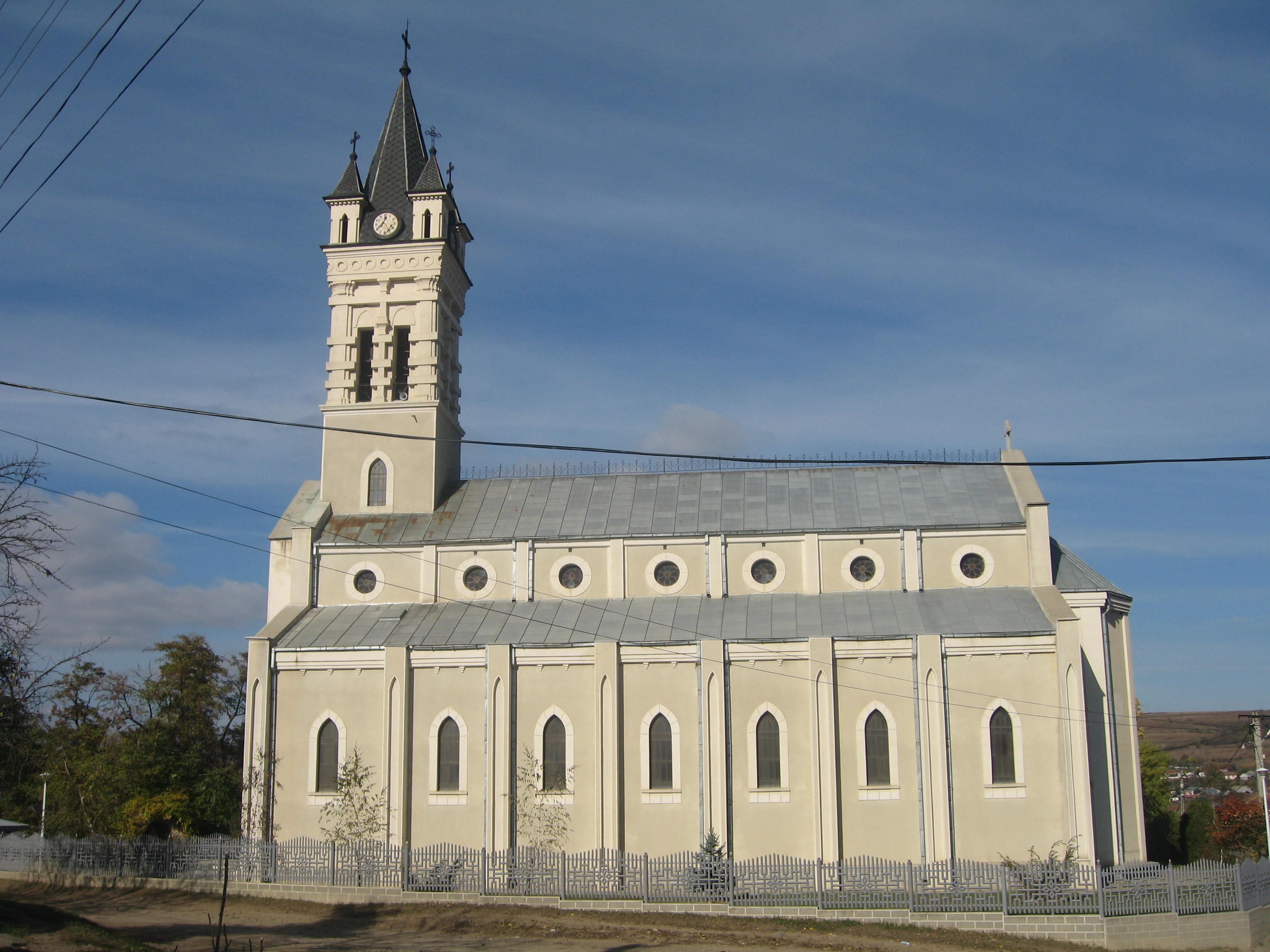
A római katolikus templom oldalról
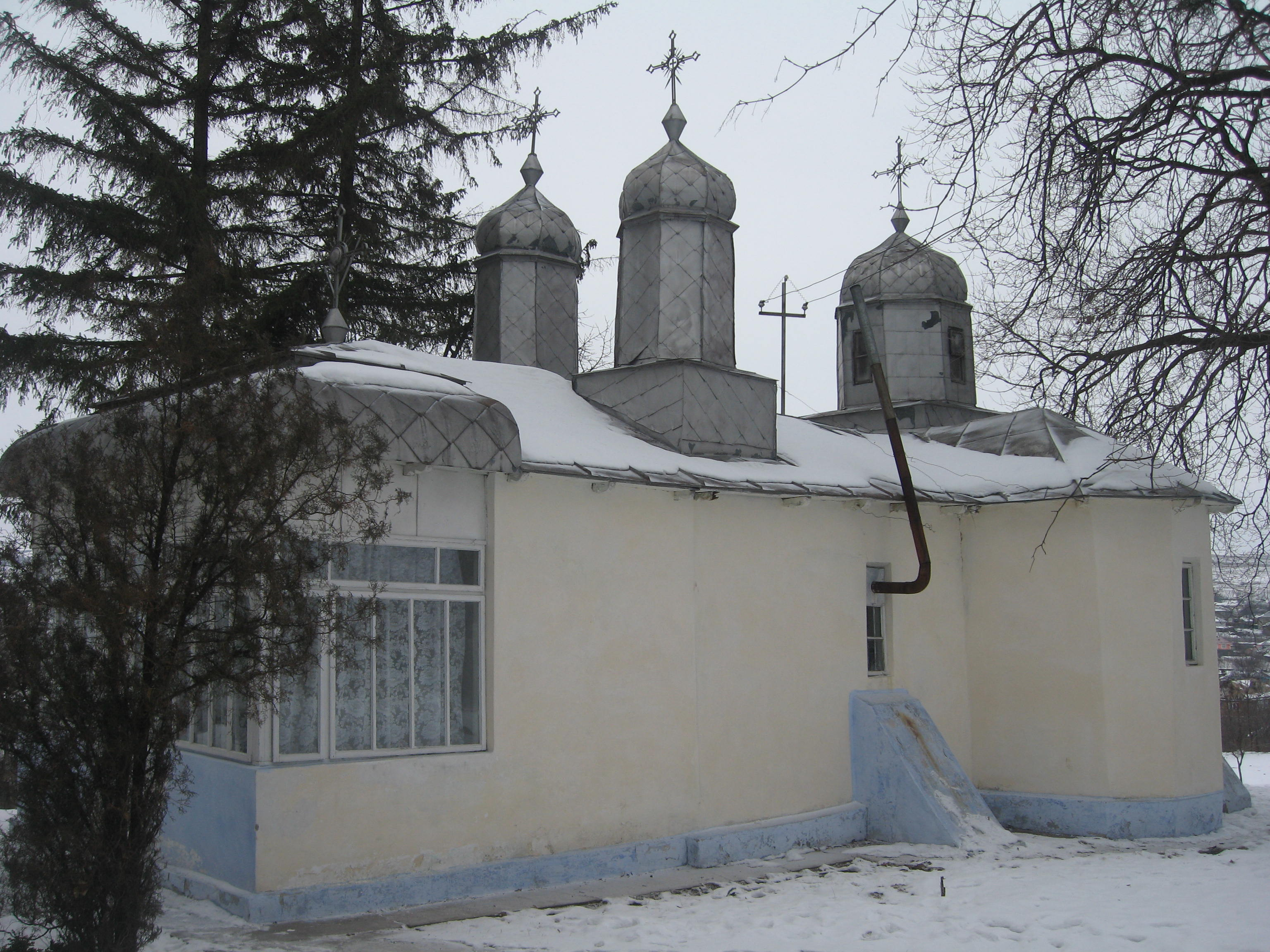
Görögkeleti ortodox temploma
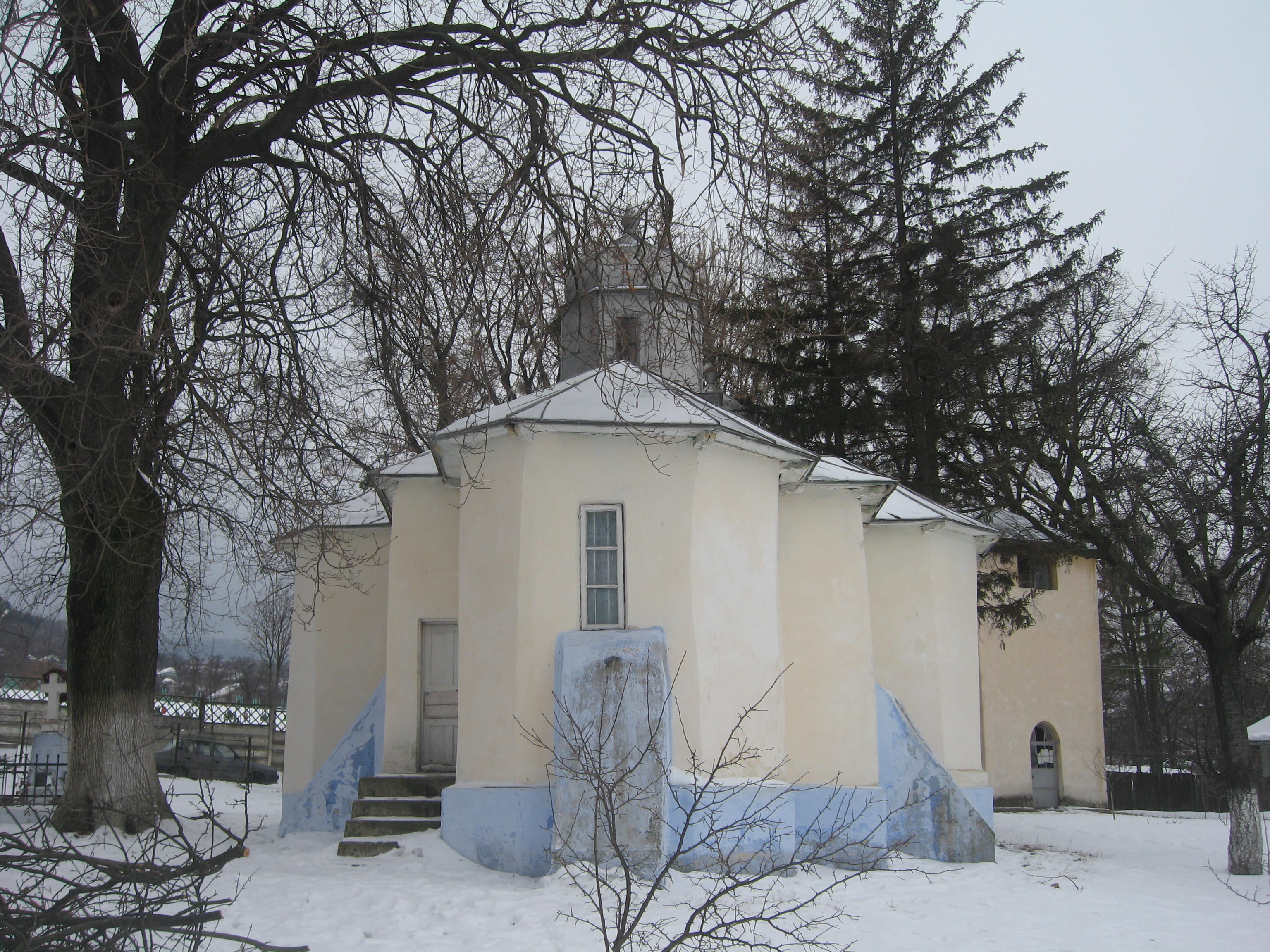
A görögkeleti templom hátulról